# Французская увертюра
Французская увертю́ра (фр. l'ouverture française, от лат. apertura — открытие, начало) — тип увертюры,
сложившийся во второй половине XVII века наряду с итальянской увертюрой.
В XVII веке для данного типа увертюры принципиально наличие контраста двух разнохарактерных частей: медленно / быстро (А—B), что представляет собой двучастную форму, или форму «бипартиты». В связи с этим реприза (нередко сокращенная) первой части не имеет самостоятельного значения, являясь, по существу, разделом второй части. Она может занимать несколько тактов или вовсе отсутствовать.

## История
Церковная соната (итал. sonata da chiesa) и ранняя венецианская увертюра явились предшественницами французской увертюры, впервые откристаллизовавшейся в балете Ж.Б. Люлли «Альцидиана» (1658). Увертюра здесь имеет строго двухчастную структуру, без репризы первой части.
Однако, как замечает французский исследователь Анри Прюньер, уже в музыке к балету «Больной Амур» (Amor malato, 1657), в частности в увертюре, Люлли уже проявляет композиторскую изобретательность в работе с моделью: «[эта увертюра] является этапом в формировании классической модели французской увертюры <…> Впервые вторая часть написана в трехдольном размере». Первым зрелым образцом новой увертюры у Люлли Прюньер считает сочинённое им вступление к опере Франческо Кавалли «Ксеркс», постановка которой состоялась 22 ноября 1660 года в Париже. В этой увертюре Люлли делает особенный акцент на имитационной технике, как бы доказывая итальянцу Кавалли, что и он тоже умеет сочинять в полифонической манере.
Все дальнейшие увертюры Люлли, написанные для балетов и опер, строились по найденной им модели.
Иногда вторая часть увертюры у Люлли становилась более продолжительной и насыщенной, вследствие включения диалога (концертирования) струнного трио и tutti.
Развитие французской увертюры после Люлли ознаменовало стремление к всё большей тематической связанности между увертюрой и последующим действием, с одной стороны, и освоению большего числа выразительных средств — с другой (например, в музыке Ж. Ф. Рамо).

## Конструктивные и композиционные особенности
Для первой части (А) характерен двухдольный размер и медленный темп (например, Grave), характер музыки при этом торжественно-приподнятый. Отличительной чертой тематизма является следующая ритмическая формула:
Об интерпретации этого ритма в барочной музыке велась длительная полемика среди исполнителей. Наличие данного ритма во французской увертюре — важное отличие от её предшественницы, венецианской увертюры.
Первая часть оканчивается доминантовым кадансом, после чего следует реприза.
Вторая часть (B) может быть написана в трехдольном (например, увертюра к комедии-балету «Мещанин во дворянстве» Люлли) или двухдольном размере. Темп — подвижный. Начало второй части обыкновенно имеет имитационный характер (как показано на примере из «Фаэтона» Люлли).
Фактура второй части преимущественно полифоническая, а тематизм склоняется к секвенциям. Тематический материал во второй части может основываться на первой. Обычно вторая часть также имеет знак репризы. Порой завершением второй части выступает медленный раздел, иногда представляющий собой репризу первой части, а иногда — самостоятельный по тематизму.
Иоганн Маттезон так пишет о второй части увертюры:

...[вторая часть] увертюры состоит из блестящих тем, созданных свободной изобретательностью композитора и может представлять собой строгую или свободную фугу, однако часто может быть простой и в то же время задорной имитацией. Многие французские увертюры завершаются идущим после Allegro коротким разделом Lentement или серьёзным окончанием. Впрочем, представляется, что эта мода найдёт мало почитателей.
Оригинальный текст (нем.)Der andere Theil bestehet in einem nach der freyen Invention des Componisten eingerichteten brillirenden Themate, welches entweder eine reguliere oder irreguliere Fuge, bißweilen und mehrentheils auch nur eine blosse aber lebhaffte Imitation seyn kan. Die meisten Frantzösischen Ouverturen schliessen nach dem Allegro, oder anderen Theile der Ouverture, wiederum mit einem kurtzen Lentement, oder ernsthafften Satze; allein es scheinet daß diese Façon nicht viel Adhaerenten finden will.

Медленный завершающий раздел второй части в самом деле характерен не для каждого композитора. Например, он редко встречается у немецкого композитора эпохи барокко Георга Муффата. Ученик Люлли, Муффат был одним из тех, кто перенёс форму французской увертюры в инструментальные сюиты, которые он опубликовал под общим названием Florilegium Primum (Аугсбург, 1695) и Florilegium Secundum (Пассау, 1698). Таким образом, французский стиль стал постепенно распространяться за пределами Франции.

## Влияние французской увертюры на зарубежных композиторов
Музыка Люлли и струнные ансамбли, исполнявшие его произведения, стали чрезвычайно популярными в Германии второй половины XVII века. Немецких музыкантов командировали в Париж для обучения стилевым особенностям игры на струнных инструментах и знакомства с новой музыкой. Поклонники французского стиля в Германии получили прозвище «люллистов». На рубеже XVII—XVIII веков многие немецкие композиторы усвоили элементы франзцуского стиля, сочинив инструментальные сюиты, в которых непременно присутствовала увертюра:
| Композитор            | Название сочинения |
| --------------------- | --- |
| Филипп Генрих Эрлебах | VI Ouvertures begleitet mit ihren darzu schicklichen airs, nach französischer Art und Manier eingerichtet (Нюрнберг, 1693)        |
| Георг Муффат          | Florilegium Primum (Аугсбург, 1695) и Florilegium Secundum (Пассау, 1698)                                                         |
| Иоганн Йозеф Фукс     | Concentus musico-instrumentalis, enthaltend sieben Partiten und zwar, vier Ouverturen, zwei Sinfonien, eine Serenade (Вена, 1701) |
| Агостино Стеффани     | Sonate da camera à tre (Амстердам, ок. 1705)                                                                                      |

Среди колоссального наследия Георга Филиппа Телемана сохранилось до нашего времени 135 инструментальных сюит, в которых Телеман активно разрабатывал форму французской увертюры, экспериментируя над ней.

### Иоганн Себастьян Бах
Французский стиль и, в частности, французская увертюра нашли своё отражение и в музыке Иоганна Себастьяна Баха. Так, написанная в начале XVIII века клавирная сюита Фа мажор (BWV 820) начинается французской увертюрой в форме бипартиты (без медленного завершающего раздела). Среди клавирных сочинений Баха есть также Партита си минор из сборника Clavier-Übung II (BWV 831), открывающаяся французской увертюрой. В ней отражена особенность, о которой писал Маттезон: вторая часть представляет собой трехголосную фугу.
С французской увертюры начинаются все четыре оркестровые сюиты (BWV 1066—1069).
Среди баховских кантат французская увертюра также встречается. Например, в кантате O Ewigkeit, du Donnerwort BWV 20 увертюра имеет фугированную вторую часть и репризу. В кантате Unser Mund sei voll Lachens BWV 100, где увертюра является адаптацией первой части Сюиты для оркестра № 4
Помимо Германии, французская увертюра встречалась в Англии. Например, опера «Дидона и Эней» Г. Пёрселла открывается французской увертюрой. В целом Пёрселл испытал на себе влияние французского стиля в разных аспектах композиции. Французской увертюрой открывается «Музыка на воде» Г. Ф. Генделя (написана в Англии).